# Edvinas Gertmonas
Edvinas Gertmonas (Šilalė, 1º giugno 1996) è un calciatore lituano, portiere dell'U Cluj e della nazionale lituana.

## Carriera

### Club
Inizia a giocare a calcio nelle giovanili del Tauras, che nel 2014 lo cede all'Atlantas. Il 6 gennaio 2015 viene tesserato dal Rennes, che lo lascia in prestito fino a fine stagione all'Atlantas.
Il 29 agosto 2019 torna in Lituania, accordandosi con lo Žalgiris. Il 6 luglio 2021 esordisce nelle competizioni europee in Žalgiris-Linfield (3-1), incontro preliminare valido per l'accesso alla fase a gironi di UEFA Champions League.
Il 5 marzo 2024 viene ingaggiato a parametro zero dall'U Cluj, nella massima serie rumena.

### Nazionale
Ha giocato nelle nazionali giovanili lituane Under-17, Under-19 ed Under-21. Esordisce in nazionale l'8 giugno 2015 in un'amichevole persa 2-0 contro il Malta. Nel 2022 è stato eletto calciatore lituano dell'anno dalla LFF. In totale conta 9 presenze con la selezione lituana.

## Statistiche

### Presenze e reti nei club
Statistiche aggiornate al 2 settembre 2024.
| Stagione        | Squadra         | Campionato      | Campionato | Campionato | Coppe nazionali | Coppe nazionali | Coppe nazionali | Coppe continentali | Coppe continentali | Coppe continentali | Altre coppe | Altre coppe | Altre coppe | Totale | Totale |
| Stagione        | Squadra         | Comp            | Pres       | Reti       | Comp            | Pres            | Reti            | Comp               | Pres               | Reti               | Comp        | Pres        | Reti        | Pres   | Reti   |
| --------------- | --------------- | --------------- | ---------- | ---------- | --------------- | --------------- | --------------- | ------------------ | ------------------ | ------------------ | ----------- | ----------- | ----------- | ------ | ------ |
| 2013            | Tauras          | A               | 12         | -31        | CL              | 0               | 0               | -                  | -                  | -                  | -           | -           | -           | 12     | -31    |
| 2014            | Atlantas        | A               | 9          | -2         | CL              | 0               | 0               | -                  | -                  | -                  | -           | -           | -           | 9      | -2     |
| 2015            | Atlantas        | A               | 15         | -14        | CL              | 3               | -2              | -                  | -                  | -                  | -           | -           | -           | 18     | -16    |
| Totale Atlantas | Totale Atlantas | Totale Atlantas | 24         | -16        |                 | 3               | -2              |                    | -                  | -                  |             | -           | -           | 27     | -18    |
| 2015-2016       | Rennes          | L1              | 0          | 0          | CF+CdL          | 0               | 0               | -                  | -                  | -                  | -           | -           | -           | 0      | 0      |
| 2016-2017       | Rennes          | L1              | 0          | 0          | CF+CdL          | 0               | 0               | -                  | -                  | -                  | -           | -           | -           | 0      | 0      |
| 2017-2018       | Rennes          | L1              | 0          | 0          | CF+CdL          | 0               | 0               | -                  | -                  | -                  | -           | -           | -           | 0      | 0      |
| 2018-2019       | Rennes          | L1              | 0          | 0          | CF+CdL          | 0               | 0               | UEL                | 0                  | 0                  | -           | -           | -           | 0      | 0      |
| Totale Rennes   | Totale Rennes   | Totale Rennes   | 0          | 0          |                 | 0               | 0               |                    | 0                  | 0                  |             | -           | -           | 0      | 0      |
| 2016-2017       | Rennes 2        | CFA             | 19         | -23        | -               | -               | -               | -                  | -                  | -                  | -           | -           | -           | 19     | -23    |
| 2017-2018       | Rennes 2        | CFA             | 22         | -29        | -               | -               | -               | -                  | -                  | -                  | -           | -           | -           | 22     | -29    |
| 2018-2019       | Rennes 2        | CFA 2           | 7          | -4         | -               | -               | -               | -                  | -                  | -                  | -           | -           | -           | 7      | -4     |
| Totale Rennes 2 | Totale Rennes 2 | Totale Rennes 2 | 48         | -56        |                 | -               | -               |                    | -                  | -                  |             | -           | -           | 48     | -56    |
| 2020            | Žalgiris        | A               | 6          | -1         | CL              | 0               | 0               | UEL                | 0                  | 0                  | SL          | 0           | 0           | 6      | -1     |
| 2021            | Žalgiris        | A               | 23         | -19        | CL              | 3               | 0               | UCL+UEL+UECL       | 4+2                | -7 + -1 + -3       | SL          | 1           | -2          | 35     | -32    |
| 2022            | Žalgiris        | A               | 23         | -12        | CL              | 4               | -4              | UCL+UEL+UECL       | 6+2+6              | -7 + -4 + -8       | SL          | 1           | 0           | 42     | -35    |
| 2023            | Žalgiris        | A               | 25         | -17        | CL              | 0               | 0               | UCL+UEL+UECL       | 4+2                | -4 + -8 + -5       | SL          | 0           | 0           | 33     | -34    |
| Totale Žalgiris | Totale Žalgiris | Totale Žalgiris | 77         | -49        |                 | 7               | -4              |                    | 30                 | -47                |             | 2           | -2          | 116    | -102   |
| mar.-giu. 2024  | U Cluj          | L1              | 0+9        | -7         | CR              | 2               | -2              | -                  | -                  | -                  | -           | -           | -           | 11     | -9     |
| 2024-2025       | U Cluj          | L1              | 8          | -4         | CR              | 0               | 0               | -                  | -                  | -                  | -           | -           | -           | 8      | -4     |
| 2025-2026       | U Cluj          | L1              | -          | -          | CR              | -               | -               | UECL               | 2                  | -2                 | -           | -           | -           | -      | -      |
| Totale U Cluj   | Totale U Cluj   | Totale U Cluj   | 17         | -11        |                 | 2               | -2              |                    | -                  | -                  |             | -           | -           | 19     | -13    |
| Totale carriera | Totale carriera | Totale carriera | 178        | -163       |                 | 12              | -8              |                    | 30                 | -47                |             | 2           | -2          | 222    | -220   |

### Cronologia presenze e reti in nazionale
| Cronologia completa delle presenze e delle reti in nazionale ― Lituania | Cronologia completa delle presenze e delle reti in nazionale ― Lituania | Cronologia completa delle presenze e delle reti in nazionale ― Lituania | Cronologia completa delle presenze e delle reti in nazionale ― Lituania | Cronologia completa delle presenze e delle reti in nazionale ― Lituania | Cronologia completa delle presenze e delle reti in nazionale ― Lituania | Cronologia completa delle presenze e delle reti in nazionale ― Lituania | Cronologia completa delle presenze e delle reti in nazionale ― Lituania |
| Data                                                                    | Città                                                                   | In casa                                                                 | Risultato                                                               | Ospiti                                                                  | Competizione                                                            | Reti                                                                    | Note                                                                    |
| ----------------------------------------------------------------------- | ----------------------------------------------------------------------- | ----------------------------------------------------------------------- | ----------------------------------------------------------------------- | ----------------------------------------------------------------------- | ----------------------------------------------------------------------- | ----------------------------------------------------------------------- | ----------------------------------------------------------------------- |
| 8-6-2015                                                                | Ta' Qali                                                                | Malta                                                                   | 2 – 0                                                                   | Lituania                                                                | Amichevole                                                              | -2                                                                      |                                                                         |
| 15-11-2021                                                              | Vilnius                                                                 | Lituania                                                                | 1 – 1                                                                   | Kuwait                                                                  | Amichevole                                                              | -1                                                                      | 46’                                                                     |
| 25-3-2022                                                               | Serravalle                                                              | San Marino                                                              | 1 – 2                                                                   | Lituania                                                                | Amichevole                                                              | -1                                                                      | 46’                                                                     |
| 16-11-2022                                                              | Kaunas                                                                  | Lituania                                                                | 0 – 0 (5 – 6 dtr)                                                       | Islanda                                                                 | Coppa del Baltico 2022                                                  | -                                                                       |                                                                         |
| 17-6-2023                                                               | Kaunas                                                                  | Lituania                                                                | 1 – 1                                                                   | Bulgaria                                                                | Qual. Euro 2024                                                         | -1                                                                      |                                                                         |
| 20-6-2023                                                               | Budapest                                                                | Ungheria                                                                | 2 – 0                                                                   | Lituania                                                                | Qual. Euro 2024                                                         | -2                                                                      |                                                                         |
| 7-9-2023                                                                | Kaunas                                                                  | Lituania                                                                | 2 – 2                                                                   | Montenegro                                                              | Qual. Euro 2024                                                         | -2                                                                      |                                                                         |
| 10-9-2023                                                               | Kaunas                                                                  | Lituania                                                                | 1 – 3                                                                   | Serbia                                                                  | Qual. Euro 2024                                                         | -3                                                                      |                                                                         |
| 16-11-2023                                                              | Podgorica                                                               | Montenegro                                                              | 2 – 0                                                                   | Lituania                                                                | Qual. Euro 2024                                                         | -2                                                                      |                                                                         |
| 8-6-2024                                                                | Liepāja                                                                 | Lettonia                                                                | 0 – 2                                                                   | Lituania                                                                | Coppa del Baltico 2024                                                  | -                                                                       |                                                                         |
| 11-6-2024                                                               | Kaunas                                                                  | Lituania                                                                | 1 – 1 (3 – 4 dtr)                                                       | Estonia                                                                 | Coppa del Baltico 2024                                                  | -1                                                                      |                                                                         |
| 6-9-2024                                                                | Marijampolė                                                             | Lituania                                                                | 0 – 1                                                                   | Cipro                                                                   | UEFA Nations League 2024-2025 - 1º turno                                | -1                                                                      |                                                                         |
| 9-9-2024                                                                | Bucarest                                                                | Romania                                                                 | 3 – 1                                                                   | Lituania                                                                | UEFA Nations League 2024-2025 - 1º turno                                | -3                                                                      |                                                                         |
| 12-10-2024                                                              | Kaunas                                                                  | Lituania                                                                | 1 – 2                                                                   | Kosovo                                                                  | UEFA Nations League 2024-2025 - 1º turno                                | -2                                                                      |                                                                         |
| 15-10-2024                                                              | Kaunas                                                                  | Lituania                                                                | 1 – 2                                                                   | Romania                                                                 | UEFA Nations League 2024-2025 - 1º turno                                | -2                                                                      |                                                                         |
| 18-11-2024                                                              | Pristina                                                                | Kosovo                                                                  | 1 – 0                                                                   | Lituania                                                                | UEFA Nations League 2024-2025 - 1º turno                                | -1                                                                      |                                                                         |
| 21-3-2025                                                               | Varsavia                                                                | Polonia                                                                 | 1 – 0                                                                   | Lituania                                                                | Qual. Mondiali 2026                                                     | -1                                                                      |                                                                         |
| 24-3-2025                                                               | Kaunas                                                                  | Lituania                                                                | 2 – 2                                                                   | Finlandia                                                               | Qual. Mondiali 2026                                                     | -2                                                                      |                                                                         |
| 7-6-2025                                                                | Ta' Qali                                                                | Malta                                                                   | 0 – 0                                                                   | Lituania                                                                | Qual. Mondiali 2026                                                     | -                                                                       |                                                                         |
| 10-6-2025                                                               | Odense                                                                  | Danimarca                                                               | 5 – 0                                                                   | Lituania                                                                | Amichevole                                                              | -5                                                                      |                                                                         |
| Totale                                                                  |                                                                         | Presenze                                                                | 20                                                                      |                                                                         | Reti                                                                    | -32                                                                     |                                                                         |

## Palmarès

### Club

#### Competizioni nazionali
- Coppa di Francia: 1

Rennes: 2018-2019
- Campionato lituano: 3

Žalgiris: 2020, 2021, 2022
- Coppa di Lituania: 2

Žalgiris: 2021, 2022
- Supercoppa di Lituania: 2

Žalgiris: 2020, 2023

### Individuale
- Calciatore lituano dell'anno: 1

2022